# Wonderland (film 2024)
Wonderland (원더랜드?, WondeoraendeuLR) è un film di fantascienza sudcoreano del 2024 scritto e diretto da Kim Tae-yong.

## Trama
Wonderland è un'intelligenza artificiale che permette di comunicare con i propri cari che non si possono più rivedere, specialmente perché defunti, tramite videochiamate. Jung-in, una giovane assistente di volo, la usa per incontrare il suo ragazzo Tae-ju, in coma dopo un incidente, mentre Bai Li si iscrive al servizio per poter parlare con la figlia Jia anche dopo essere morta di una malattia terminale. Le vite di Jung-in e della famiglia di Bai Li proseguono pacificamente finché, un giorno, la situazione cambia: Tae-ju si sveglia inaspettatamente e il rapporto con Jung-in si incrina perché egli è diverso da quello con cui la ragazza è abituata a chiacchierare su Wonderland; Jia, invece, ignara della morte della madre e stanca di interagire con lei soltanto per telefono, si allontana dalla nonna per andare a cercarla. Quando la Bai Li virtuale lo scopre, decide di lasciare il suo lavoro agli scavi archeologici per tornare in Corea dalla figlia, acquisendo così la consapevolezza di essere solo l'immagine di un defunto e minacciando la stabilità del server di Wonderland mentre cerca di uscire dalla rete.

## Personaggi
- Bai Li, interpretata da Tang Wei
- Gu Jung-in, interpretata da Suzy
- Park Tae-ju, interpretato da Park Bo-gum
- Seo Hae-ri, interpretata da Jung Yu-mi
Coordinatrice di Wonderland.
- Kim Hyun-soo, interpretato da Choi Woo-shik
Coordinatore di Wonderland.
- Hwaran, interpretata da Nina Paw
Madre di Bai Li.
- Bai Jia, interpretata da Yeo Ga-won
Figlia di Bai Li.
- Lee Yong-shik, interpretato da Choi Moo-sung
Uomo in punto di morte che decide di iscriversi a Wonderland.
- Sung Jeong-ran, interpretata da Sung Byung-sook
Una nonna che ha perso il nipote.
- Choi Jin-gu, interpretato da Tang Jun-sang
Nipote defunto di Jeong-ran.
- Padre di Hae-ri, interpretato da Lee Eol
- Madre di Hae-ri, interpretata da Kang Ae-shim

Apparizioni speciali
- Sung-joon, interpretato da Gong Yoo
Dipendente di Wonderland che si occupa della stabilità dei dati di Bai Li.
- Gil-soon, interpretata da Kim Sung-ryung
Madre di Hyun-soo.

## Produzione
Il progetto è stato concepito nel giugno 2019 e rappresenta il ritorno di Kim Tae-yong alla regia dopo Manchu nel 2010. Kim, che ha anche scritto il soggetto, è stato ispirato dal dubbio, sorto dopo la chiusura di una videochiamata, di aver effettivamente parlato con una persona reale.
Successivamente all'annuncio della pellicola, la stampa sudcoreana ha iniziato a diffondere i nomi degli attori che avevano ricevuto un'offerta di casting: Suzy (26 giugno 2019), Choi Woo-shik (2 luglio), Tang Wei (30 agosto), Park Bo-gum (25 settembre) e Jung Yu-mi (11 novembre). L'11 marzo 2020 è stato riferito che Gong Yoo stava valutando il ruolo del marito di Tang Wei.
La lavorazione ha avuto inizio nell'aprile 2020. Nel successivo mese di luglio il film è stato girato in alcuni studi a Paju e Jeonju. A settembre le riprese erano pressoché terminate, mancando solo alcune scene con Tang Wei che sarebbero state girate a gennaio 2021.

## Distribuzione

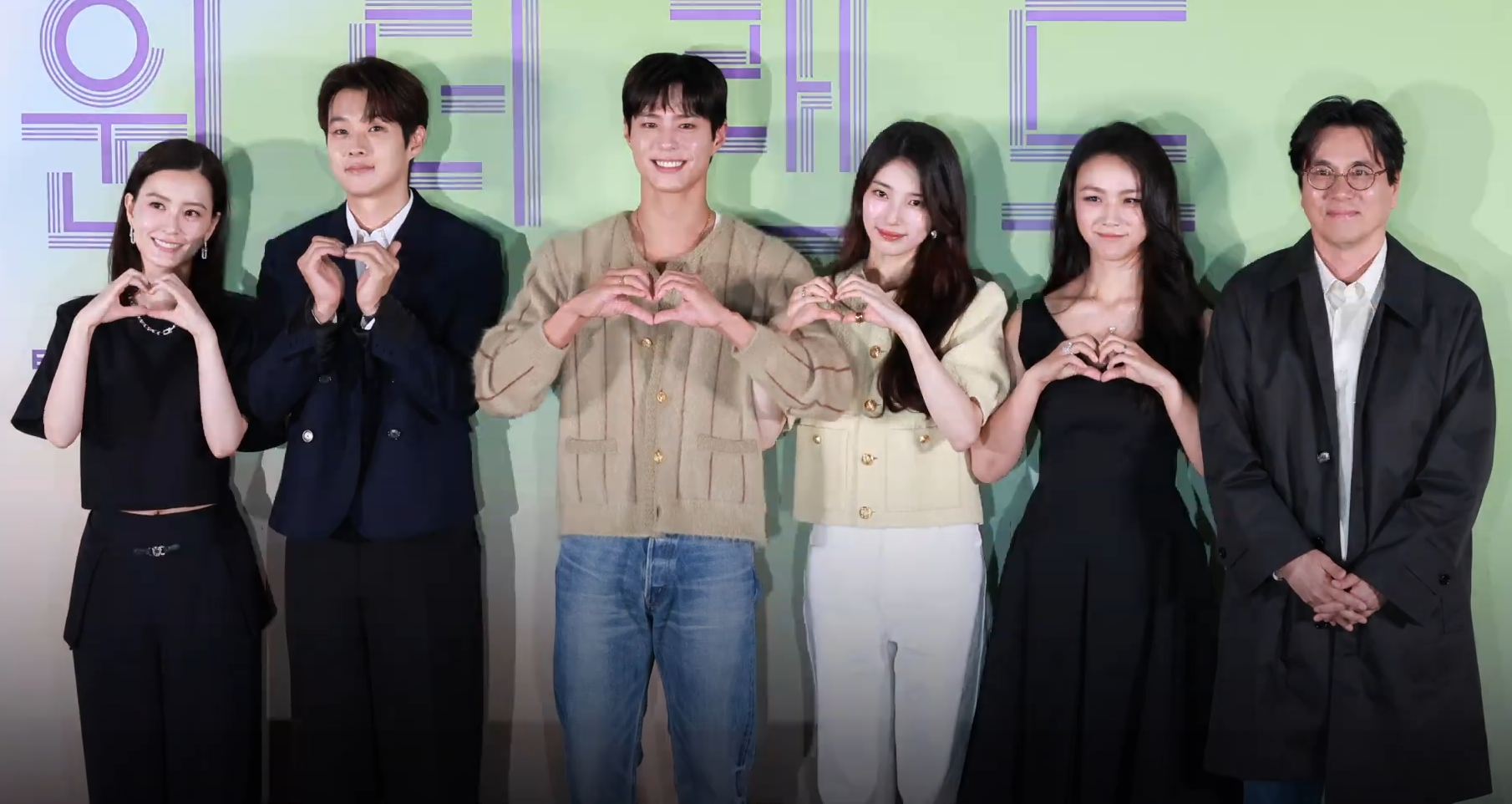
Il cast alla prémière del film il 2 giugno 2024. Da sinistra: Jung, Choi, Park, Suzy, Tang e il regista Kim.

Il 22 ottobre 2020, dopo lunghe trattative iniziate in concomitanza con l'avvio delle riprese, Acemaker Movieworks e Netflix hanno siglato un contratto di distribuzione internazionale attraverso la piattaforma streaming della seconda azienda. Corea del Sud e Cina sono esclusi dall'accordo.
La pellicola è stata distribuita nelle sale cinematografiche sudcoreane il 5 giugno 2024. Nel mese di luglio è approdata su Netflix.

## Accoglienza

### Incassi
Wonderland ha debuttato in testa al botteghino sudcoreano grazie a 94 777 presenze. Complessivamente è stato visto da 625 908 spettatori incassando 4 174 529 dollari.

### Critica
Per Woo Jae-yeon di Yonhap News, il film "stimola la riflessione sul concetto di addio genuino ed esplora come la tecnologia potrebbe alterare l'interazione e l'atteggiamento umano con e verso la morte", risultando non troppo cupo grazie alla ricchezza della fotografia e della colonna sonora che fa da "rinfrescante contrappeso al pessimismo prevalente che circonda un futuro in cui si teme che i robot basati sull'intelligenza artificiale possano sostituire gli esseri umani e rappresentare una minaccia per l’umanità". Ha apprezzato la "chimica palpabile" tra Suzy e Park Bo-gum e l'interpretazione di Tang Wei, che ha definito "commovente".
William Schwartz di HanCinema l'ha descritto come "un melodramma emotivo sul fare i conti con la perdita e sul comprendere come persino un facsimile perfetto di una persona cara possa distorcere la prospettiva su come fosse o sia realmente il rapporto con essa", ritenendolo "brutale da guardare" in quanto porta a "chiedersi se sia salutare per gli umani o per le AI vivere un'esistenza segregata come questa". Ha inoltre trovato che l'idea di fondo non sia stata approfondita a sufficienza perché troppo vasta, e criticato il momento culminante della pellicola, "un pasticcio di computer grafica senza uno scopo evidente". Anche Sundar Poorvaja del The Hindu ha bocciato la sceneggiatura, ritenendola superficiale rispetto alla premessa del film. Per Bhavna Agarwal di India Today, Wonderland "fallisce nel catturare l'unica cosa reale che l'intelligenza artificiale non può assolutamente garantire: la capacità degli esseri umani di elaborare le emozioni" e gli ha assegnato 2,5 stelle su 5.

## Riconoscimenti
- Asia Star Entertainment Award[20]
  - 2025 – Candidatura Miglior attrice a Suzy
- Blue Dragon Film Award[21]
  - 2024 – Candidatura Miglior regia a Kim Tae-yong
  - 2024 – Candidatura Miglior attrice protagonista a Tang Wei
  - 2024 – Candidatura Miglior design di produzione
  - 2024 – Candidatura Miglior staff per gli effetti visivi